# Trischnaspis balachowskyi
Trischnaspis balachowskyi är en insektsart som beskrevs av Matile-ferrero 1982. Trischnaspis balachowskyi ingår i släktet Trischnaspis och familjen pansarsköldlöss.
Artens utbredningsområde är Gabon. Inga underarter finns listade i Catalogue of Life.